# 독수리자리 15
독수리자리 15(15 Aql, HD 177463)는 독수리자리에 있는 쌍성으로, 지구에서 약 325광년 떨어져 있다. 겉보기 등급은 5.40으로, +5등급의 오렌지색 별과 +7등급의 오렌지색 별로 이루어져 있다. 작은 망원경으로 이 두 별의 분리된 형상을 관찰할 수 있다.

## 참고
- SKY-MAP.ORG - 15 Aql